# 슨도메
《슨도메》(すんドめ, Sundome)는 일본에서 제작된 우다가와 다이고 감독의 2007년 드라마 영화이다. 니노미야 아츠시 등이 주연으로 출연하였고 [[카이즈 아키히코] 등이 제작에 참여하였다.

## 출연

### 주연
- 니노미야 아츠시
- 스즈키 아카네
- 츠기하라 카나

### 조연
- 이리에 마유코
- 누쿠미즈 요이치

## 기타
- 원작자: 오카다 카즈토
- 미술: 사사키 켄이치